# 50米赛跑
50公尺賽跑是項衝刺的運動。它通常是在室內舉行而非室外，並且一般而言尤100公尺最佳短跑選手所掌握。對於室外而言，在成年組的比賽中較少出現，而它通常也被當成60公尺賽跑的替代品。
50公尺賽跑的記錄，通常是於2~3月達成，這是因為，這兩個月剛好是室內運動月。

## 外部連結
- IAAF All-time men's list（页面存档备份，存于）
- IAAF All-time women's list（页面存档备份，存于）